# ديتر كلاين
ديتر كلاين (31 أكتوبر 1988 في جنوب أفريقيا - ) (بالإنجليزية: Dieter Klein)‏ هو لاعب كريكت جنوب أفريقي. لعب مع نادي مقاطعة ليسترشاير للكريكت ‏ وImperial Lions ‏ وNorth West (cricket team) ‏.

## وصلات خارجية
- ديتر كلاين على موقع إي آس بي آن كريك إنفو (الإنجليزية)